# Ning
Ning é uma plataforma online que permite a criação de redes sociais individualizadas. Ning foi fundado em Outubro de 2005 por Marc Andreessen (criador do browser Netscape) e Gina Bianchini. A palavra "ning" significa "paz" em chinês (chinês simplificado: 宁; chinês tradicional: 寧; pinyin: níng).
Cada usuário pode criar a sua própria rede social e aderir a redes de usuários que partilhem os mesmos interesses. Ao contrário de redes generalistas como o Hi5 ou Facebook, que condicionam a rede social à interacção pessoal, o Ning permite o compartilhamento de interesses específicos. O formato provou ser popular entre os grupos que queriam criar comunidades de mídia social longe das plataformas populares de mídia social.
O Ning é utilizado tipicamente por redes sociais de professores e educadores.[carece de fontes?]

## Módulos do Ning
No Ning, é possível personalizar a aparência e utilizar os seguintes recursos:
1. Alertas;
2. Bate-papo;
3. Caixa de entrada para envio de mensagens;
4. Eventos;
5. Fórum;
6. Fotos;
7. Grupos;
8. Vídeos.

Todo esses módulos são disponibilizados para os participantes do Ning e são controlados pelo Criador da Rede, que é quem administra inclusive a entrada de outros membros.